# 889
Évszázadok: 8. század – 9. század – 10. század
Évtizedek: 830-as évek – 840-es évek – 850-es évek – 860-as évek – 870-es évek – 880-as évek – 890-es évek – 900-as évek – 910-es évek – 920-as évek – 930-as évek
Évek: 884 – 885 – 886 – 887 –  888 – 889 – 890 – 891 – 892 – 893 – 894

## Események

### Európa
- Az úzok által elűzött és a kazárok és kunok által fenyegetett besenyők nyugatra, Levédiába vándorolnak és a Don vidékéről elűzik az etelközi magyarokat (892-re a Dnyeperen túlra szorítják őket).
- Az itáliai királlyá választott III. Guidó spoletói herceg a trebbiai csatában legyőzi riválisát, Berengár friuli őrgrófot. Guidót ezt követően V. István pápa Paviában megkoronázza. Berengár Friuliba húzódik vissza, ahová Guidó nem követi, mert tart Arnulf keleti frank király beavatkozásától.
- Ermengard, a lázadó provence-i király, Boso özvegye Arnulf segítségét kéri, hogy támogassa 9 éves fia, Lajos trónigényét. Arnulf elismeri Lajost Provence királyának.
- I. Borisz bolgár fejedelem lemond a trónról legidősebb fia, Vladimir javára és kolostorba vonul. Vladimir megpróbálja háttérbe szorítani a kereszténységet és visszaállítani a régi, pogány vallást.
- Meghal I. Bořivoj cseh fejedelem. Utóda kiskorú fia, I. Spytihněv hűbérura, Szvatopluk morva fejedelem régenssége mellett.
- Andalúziai mórok egy kis csoportja (állítólag 20 fő) elfoglal egy kis erődöt Provence tengerpartján (a mai Saint-Tropez mellett). A Fraxinetnek nevezett erődbe hamarosan erősítés érkezik és befészkelődött mórok majdnem egy évszázadig fosztogatják innen a környéket.
- Skóciában II. Donald (I. Konstantin fia) elűzi a trónról rokonait, Giricet és Eochaidot.

## Születések
- Minamoto no Kintada, japán költő

## Halálozások
- I. Bořivoj, cseh fejedelem
- Ibn Kuteiba, perzsa történetíró, filozófus
- I. Indravarman, khmer király

## Fordítás
- Ez a szócikk részben vagy egészben  a(z)   889 című angol Wikipédia-szócikk ezen változatának fordításán alapul.  Az eredeti cikk szerkesztőit annak laptörténete sorolja fel. Ez a jelzés csupán a megfogalmazás eredetét és a szerzői jogokat jelzi, nem szolgál a cikkben szereplő információk forrásmegjelöléseként.